# Docalidia adami
Docalidia adami är en insektsart som beskrevs av Nielson 1990. Docalidia adami ingår i släktet Docalidia och familjen dvärgstritar. Inga underarter finns listade i Catalogue of Life.